# 데이브 머레이
데이브 머레이(영어: Dave Murray, 1956년 12월 23일 ~ )는 영국의 기타리스트 겸 작곡가다. 그는 영국의 헤비 메탈 밴드 아이언 메이든의 초기 멤버 중 한 명이었고, 그룹의 창시자, 베이시스트, 그리고 주요 작곡가인 스티브 해리스와 함께 밴드의 모든 음반에 참여했다.
런던의 여러 지역에서 자라난 머레이는 15세에 록 음악에 관심을 갖기 전에 스킨헤드 갱단의 일원이 되었고, 어린 시절 친구인 아드리안 스미스와 함께 자신의 밴드 스톤 프리를 결성했다. 15살에 학교를 떠난 후, 그는 1976년에 아이언 메이든 오디션을 보기 전에 《멜로디 메이커》에 등장한 광고에 정기적으로 답하였다. 잠시 후, 머레이는 그룹의 리드 보컬인 데니스 윌콕과 말다툼을 벌인 후 해고되었고, 스미스의 밴드인 우르친에서 6개월을 보냈다. 1978년 봄, 윌콕이 떠난 후, 머레이는 아이언 메이든에 다시 가입해 달라는 요청을 받았는데, 이 요청은 오늘날까지 남아 있다.

## 연주 기술 및 스타일
머레이의 솔로 기타 스타일은 그의 경력 내내 주로 "자연적으로 진화했습니다. 저는 어렸을 때 지미 헨드릭스가 레가토를 사용하는 것을 들었고, 나는 그러한 연주 스타일이 좋았다"고 주장하는 〈The Trooper〉와 같은 레가토 기술에 기초해 왔다. 그는 또한 다른 밴드 멤버들에 비해 덜 다작성이지만, 작곡의 음악적 요소에 집중하며 작곡을 하는 등 다른 밴드 멤버들에 비해 덜 다작성을 위해 곡을 썼다. 그는 주로 아이언 메이든의 또 다른 멤버인 Charlotte the Harlot(1980년 《Iron Maiden》의 수록곡)과 공동 작곡을 하며 유일한 작곡가로 인정받고 있다.
아드리안 스미스와 함께 머레이는 깁슨이 선정한 "역사상 톱 10 메탈 기타리스트" 중 9위에 올랐다. 머레이는 아이언 메이든의 드러머 니코 맥브레인의 비디오 《Rhythms of the Beast》에서 재즈 앙상블과 함께 연주했다.

## 개인 생활
머레이는(밴드 동료인 니코 맥브레인과 함께) 여가 시간에 《Rock in Rio》 DVD와 《Iron Maiden: Flight 666》에서 보듯이 열렬한 골프광이다. 그는 2002년에 "매주 몇 라운드" 경기를 하려고 노력하며 그의 핸디캡은 "15세~24세까지 있을 수 있다"고 밝혔다. 머레이와 그의 아내 타마르는 딸 하나를 두고 있다. 투어 중이 아닐 때, 머레이는 하와이 마우이섬에 산다.

## 음반 목록

### 아이언 메이든
- Iron Maiden (1980년)
- Killers (1981년)
- The Number of the Beast (1982년)
- Piece of Mind (1983년)
- Powerslave (1984년)
- Somewhere in Time (1986년)
- Seventh Son of a Seventh Son (1988년)
- No Prayer for the Dying (1990년)
- Fear of the Dark (1992년)
- The X Factor (1995년)
- Virtual XI (1998년)
- Brave New World (2000년)
- Dance of Death (2003년)
- A Matter of Life and Death (2006년)
- The Final Frontier (2010년)
- The Book of Souls (2015년)
- Senjutsu (2021년)